# Hugues Bigot (1er comte de Norfolk)
Pour les articles homonymes, voir Hugues Bigot et Bigot.
Pour les autres membres de la famille, voir Famille Bigot.
Hugues Bigot ou Hugues Bigod (v. 1094-1176/1177), 1er comte de Norfolk, est un important baron anglo-normand des règnes d'Étienne et d'Henri II qui a une carrière politique particulièrement longue et active. Alors que son père avait été un loyal serviteur des premiers rois normands, son fils est connu pour sa loyauté conditionnée à ses intérêts en Est-Anglie. Il utilise les conflits royaux, comme la guerre civile anglaise entre le roi Étienne d'Angleterre et Mathilde l'Emperesse, puis la révolte des fils d'Henri II en 1173-1174, pour asseoir sa position dans l'est de l'Angleterre.

## Biographie

### Début de carrière
Il est le fils cadet de Roger Bigot († 1107), shérif de Norfolk et Suffolk, sénéchal de la maison royale, et d'Alice de Tosny. Son père a été un loyal serviteur royal, et a profité de sa position de shérif pour accroître ses possessions en Est-Anglie.
Hugues Bigot hérite de vastes territoires dans l'Est-Anglie à la mort de son frère (ou demi-frère) aîné Guillaume, qui périt dans le naufrage de la Blanche-Nef en 1120. Il possède des châteaux à Framlingham, Bungay et Walton. Il hérite de la charge paternelle de sénéchal royal (Royal steward) auprès du roi Henri Ier. Il est fréquemment présent à la cour royale et est témoin de 47 chartes royales entre 1121 et 1135. Il voit Étienne de Blois, le neveu du roi et son successeur sur le trône, possesseur du vaste honneur d'Eye en Est-Anglie, comme un concurrent local.

### Sous le règne d'Étienne
Il est d'abord un soutien d'Étienne d'Angleterre dans la guerre civile qui l'oppose à Mathilde l'Emperesse. Sa première action dans l'Histoire a lieu quand Étienne usurpe le trône de sa cousine, brisant la promesse qu'il a faite. Bigot jure à Guillaume de Corbeil, l'archevêque de Cantorbéry, et aux barons du royaume que sur son lit de mort, contre toute logique, Henri Ier a fait d'Étienne son héritier et successeur. Cela permet à Étienne de se faire couronner sans avoir à combattre.
Pour ce serment vraisemblablement mensonger, Hugues espère une récompense d'Étienne, mais elle ne vient pas tout de suite. Le roi le confirme dans sa charge de sénéchal royal. Étienne réussit initialement à garder ses soutiens unis, mais en 1136 il est frappé par la maladie. Il subit une grave léthargie, et la rumeur de sa mort se diffuse rapidement. Informé, Hugues Bigot s'empare du château de Norwich. Pour l'historien Andrew Wareham, ce n'est pas parce qu'il prend le château qu'il n'est plus loyal au roi. Au contraire, de 1135 à novembre 1137, il fréquente la cour royale et accompagne le roi en Normandie, dans le Yorkshire et le Devon. Quand il apprend qu'Étienne est bien vivant, il déclare qu'il ne rendra le château que si le roi se présente en personne, mettant ainsi la pression sur celui-ci pour qu'il lui en laisse la possession. Il espère alors probablement une donation similaire à celle de Miles de Gloucester qui a reçu la possession héréditaire du château de Gloucester. Il doit finalement rendre le château, mais cet événement n'affecte pas les relations entre les deux hommes. 
À partir de novembre 1137, il n'est plus aussi présent à la cour royale et son adhésion à la cause royale s'évapore. La raison probable de ce revirement est la succession, comme shérif du Norfolk et Suffolk, de John FitzRobert à son père fin 1137, début 1138. La confirmation de la tenure de cette charge par la famille FitzWalter lui fait comprendre qu'il ne l'obtiendra pas comme il l'espérait.
La guerre civile débute vraiment en Angleterre quand en 1139, Mathilde peut réunir suffisamment de troupes sur le sol anglais. Elle est alors en mesure de combattre Étienne sur ses propres terres. À l'été 1140, Bigot se rebelle deux fois, et Étienne passe un accord avec lui. Le roi lui donne alors le titre de comte de Norfolk pour s'assurer de sa loyauté, mais cela ne dure qu'un temps.
En 1141, Mathilde connaît son plus grand triomphe à la bataille de Lincoln. Bigot, présent à cette bataille, est rapidement mis en déroute et quitte le lieu des combats. Il abandonne le parti d'Étienne, qui est finalement capturé et plus tard emprisonné puis déposé. Au concile d'Oxford qui a lieu peu après, il rejoint la cause de Mathilde l'Emperesse avec ses beaux-frères Geoffrey de Mandeville et Aubrey de Vere,. Comme Mathilde ne reconnaît pas Étienne comme souverain, elle ne considère pas non plus ses créations de comtes comme valides. Bigot est donc de nouveau créé comte de Norfolk. Ses beaux-frères y reçoivent ou sont confirmés respectivement comte d'Essex et comte d'Oxford. Plus tard dans l'année, Mathilde perd son avantage décisif quand son demi-frère Robert de Gloucester est capturé, à la suite de la bataille de Winchester. Robert étant le capitaine en chef de son armée, elle doit se résoudre à l'échanger contre Étienne. Ce dernier est donc libre en décembre 1141, et il retrouve son trône. De son côté Hugues Bigot ne parvient pas à prendre le contrôle de son comté. En effet, il est contré par les adversaires de Mathilde. D'une part le shérif local est en possession de la ville de Norwich et en domine la partie orientale ; d'autre part, les familles Warenne et Aubigny en contrôle la partie occidentale.
Hugues Bigot reste fidèle à son alliance avec Geoffrey de Mandeville quand celui-ci est en conflit avec le comte d'Arundel Guillaume d'Aubigny, puis en 1144 quand il mène une campagne de destruction dans l'Est-Anglie.
En 1145, le Gesta Stephani relate qu'un affrontement armé a lieu entre le roi et Bigot, et que ce dernier est battu. Le comte, informé que le roi est parti mener un siège dans le Gloucestershire en profite pour effectuer un raid ravageur sur ses terres personnelles autour d'Eye. Alors qu'il se prépare à faire assiéger les châteaux du roi et qu'il pille ses terres, celui-ci revient à l'improviste, et met les assaillants en déroute.
Il accueille Thibaut du Bec, l'archevêque de Cantorbéry, quand il est banni du royaume en 1147. Sous la protection du comte, il continue à régler des conflits ecclésiastiques. En 1153, Bigot abandonne le château d'Ipswich à Étienne après un siège, ce qui met fin à la guerre civile dans ce comté. Toujours en 1153, Henri Plantagenêt, comte d'Anjou et duc de Normandie, fils de Mathilde l'Emperesse, débarque en Angleterre en vue de continuer le combat de sa mère, mais à son profit cette fois-ci. Lors du traité de Wallingford à la fin de l'année 1153, Bigot est confirmé comme comte, toutefois sans territorialité, sur la probable insistance du duc Henri. Il se voit accorder le Third Penny du comté de Norfolk (un tiers des amendes récoltées dans le comté par les agents royaux) et quatre seigneuries très lucratives en Est-Anglie.

### Sous le règne d'Henri II
Lors de l'accession au trône d'Henri II en décembre 1154, Bigot est confirmé dans son titre de comte de Norfolk et dans les privilèges reçus en 1153. Les premières années du nouveau roi sont passées à restaurer l'ordre dans le royaume, et à briser le pouvoir des barons qui étaient devenus trop indépendants sous le règne d'Étienne.
Bigot est en conflit avec Guillaume de Blois, le fils d'Étienne d'Angleterre qui a hérité de ses terres en Est-Anglie. Leur rivalité continue jusqu'en 1157, quand le roi confisque les châteaux des deux barons. Bigot ne reprend le contrôle du château de Framlingham qu'en 1165. En 1157-1158, quand Henri II est occupé par sa guerre contre le prince gallois Owain Gwynedd, Bigot s'empare de l'administration de l'Est-Anglie aux dépens des shérifs.
Sur le plan national, il est fréquemment à la cour royale. Il est l'un des douze otages qu'Henri II offre au comte de Flandre comme garantie de leur traité en 1163. En 1166, il fait partie de ceux qui sont excommuniés par l'archevêque Thomas Becket pour avoir occupé des terres appartenant au prieuré de Pentney dans le comté de Norfolk. Cette excommunication est levée en 1169.
En 1165, il est autorisé contre une amende de 1000£ à construire le château de Bungay. 

#### La révolte de 1173-1174
En 1173, le jeune prince couronné Henri le jeune roi, déclenche une révolte contre son père avec l'aide de deux de ses frères, et de sa mère Aliénor d'Aquitaine.
Ses griefs contre le roi poussent Bigot à se joindre à la rébellion des fils du roi en 1173-1174. Henri le Jeune roi lui promet le château de Norwich et l'honneur d'Eye pour son assistance.
Pendant que le roi tient en échec ses vassaux en France, ses barons loyaux battent ses ennemis en Angleterre. Robert III de Beaumont, comte de Leicester débarque à Walton dans le Suffolk, le 29 septembre 1173 et marche sur Framlingham, joignant ses forces à celles de Bigot. Ensemble, ils assiègent et, le 13 octobre, prennent le petit fort de Hagenet tenu par Randal de Broc pour la couronne. Mais le comte de Leicester est vaincu et fait prisonnier trois jours plus tard, alors qu'il part de Framlingham, par Richard de Lucy et d'autres barons. Ces derniers s'attaquent ensuite à Bigot, qui n'étant pas assez puissant pour espérer une issue heureuse, préfère ouvrir des négociations.
En juillet 1174, Bigot et 500 de ses chevaliers, renforcés par des mercenaires flamands, s'emparent du château de Norwich. Mais comme partout ailleurs les rebelles sont défaits, il est obligé de se soumettre à Laleham, le 25 juillet quand il apprend que le roi marche vers lui,. Le roi et le comte font la paix, mais Bigot doit s'acquitter d'une amende de 466£ et son vieux château de Framlingham est détruit.

### Fin de vie
Bien que battu et forcé de rendre ses châteaux (sauf Bungay), Bigot garde la main sur ses terres et son comté, et vit en paix avec Henri II. Il meurt en Palestine lors d'un pèlerinage qu'il effectue avec Philippe de Flandre fin 1176, début 1177. Son corps est rapatrié et inhumé au prieuré familial de Thetford.

## Mariage et descendance
Il se marie deux fois :
- Avant 1140, il épousa Juliane de Vere († vers 1190), fille d'Aubrey II de Vere et d'Adélaïde de Clare. Ils eurent un fils : 
  - Roger Bigot (v. 1145-1221), qui succède à son père.

- Sa seconde femme est Gundreda (v. 1135-1200), peut-être fille de Roger de Beaumont, 2e comte de Warwick. Ils ont deux enfants :
  - Hugues
  - William

### Sources
- « Hugh Bigod », Christopher Tyerman, Who's Who in Early Medieval England, 1066-1272, Shepheard-Walwyn, 1996 (ISBN 0856831328), p. 219-220.
- Andrew Wareham, « The Motives and Politics of the Bigod Family, c.1066-1177 », dans Anglo-Norman Studies XVII: Proceedings of the Battle Conference 1994, édité par Christopher Harper-Bill, publié par Boydell & Brewer Ltd, 1995, p. 223-242.  (ISBN 0851156061)
- A. F. Wareham, « Bigod, Hugh (I), first earl of Norfolk (d. 1176/7) », Oxford Dictionary of National Biography, Oxford University Press, 2004.